# Bocht van Leuven

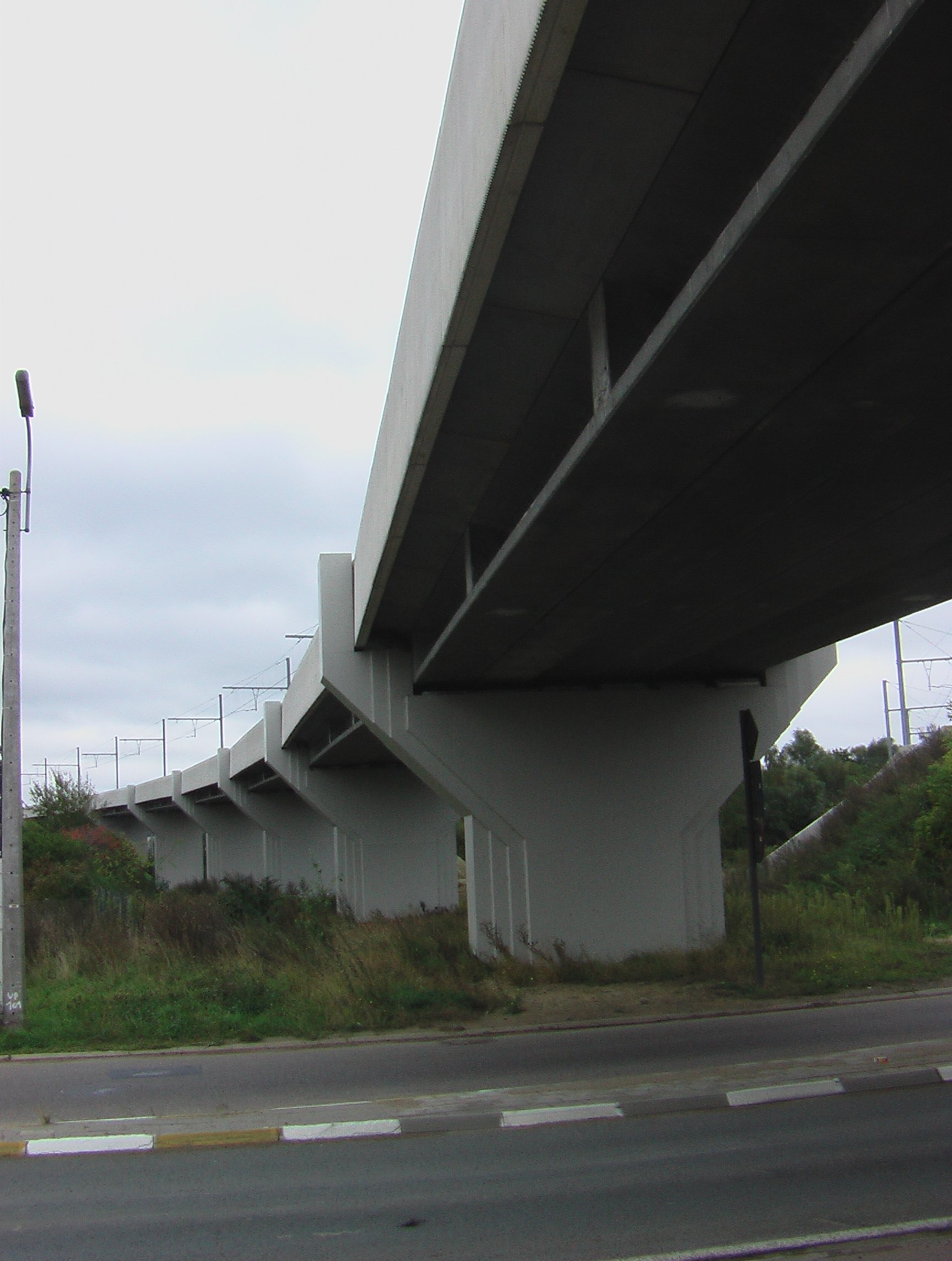
Bocht van Leuven

De Bocht van Leuven is een spoorboog die aangelegd werd door de Belgische spoorwegen in Leuven voor de verbinding van de spoorlijnen Hasselt - Aarschot - Leuven (lijn 35) en Leuven - Brussel (lijn 36). De lijn werd op 10 december 2006 in gebruik genomen.
Voor iets minder dan 10 miljoen euro werd in 2004 gestart met de aanleg van de enkelsporige verbinding van 1,6 kilometer lengte. Het traject wordt ook aangeduid als spoorlijn 35/2. Spoorlijn 35/2 takt af van spoorlijn 53/1, de bestaande dubbelsporige boog die een verbinding vormt tussen de spoorlijnen Aarschot - Leuven en Spoorlijn 53: Leuven - Mechelen. Na de aftakking loopt het verdere traject over een viaduct, dat lijn 53 en het Kanaal Leuven - Dijle overbrugt. Direct ten westen van dit kanaal is de aansluiting met lijn 36.
De lijn is voorzien van een elektrische bovenleiding en heeft een maximumsnelheid van 90 km/h.
Met de bocht van Leuven wordt een snellere verbinding naar Brussel mogelijk vanuit Hasselt, Diest en Aarschot (circa 20 minuten winst), omdat er niet langer kop gemaakt hoeft te worden in station Leuven.

## Treindiensten
De NMBS verzorgt het personenvervoer met IC, Piekuur- en ICT-treinen.
| Serie       | Treinsoort            | Route                                                                                         | Bijzonderheden                                    |
| ----------- | --------------------- | --------------------------------------------------------------------------------------------- | ------------------------------------------------- |
| IC 20       | Intercity (NMBS)      | Gent-Sint-Pieters – Aalst – Brussel-Zuid – [ Hasselt – Tongeren ] / [ Dendermonde – Lokeren ] | Rijdt in het weekend Gent-Sint-Pieters - Lokeren. |
| ICT 6800    | Toeristentrein (NMBS) | Tongeren – Hasselt – Brussel-Zuid – Gent-Sint-Pieters – Brugge – Oostende                     | Rijdt in juli en augustus.                        |
| P 7305/8305 | Piekuurtrein (NMBS)   | Tongeren – Hasselt – Brussel-Zuid                                                             | Rijdt alleen op werkdagen.                        |